# Liste von Hörbüchern mit Heikko Deutschmann
Diese Liste enthält Hörbücher, bei denen Heikko Deutschmann als Sprecher mitgewirkt hat.

## Übersicht (Auswahl)
- 2003: Die dunkle Seite des Mondes von Martin Suter, Hörbuch Hamburg, ISBN 978-3-89903-121-8.
- 2004: Reise im Mondlicht von Antal Szerb, Hörbuch Hamburg, ISBN 978-3-89903-160-7.
- 2004: Tausendundeine Nacht, Hörbuch Hamburg, ISBN 978-3-89903-835-4.
- 2004: Die gordische Schleife von Bernhard Schlink, Hörbuch Hamburg, ISBN 978-3-89903-144-7.
- 2004: Geld regiert die Welt! Prominente Stimmen lesen klassische Texte übers liebe Geld, diverse Autoren, Hörbuch Hamburg, ISBN 978-3-89903-117-1.
- 2005: Heikko Deutschmann spricht Schiller Balladen, (ab 2. Aufl. = Schiller Balladen gelesen von Heikko Deutschmann), Hörbuch Hamburg, ISBN 978-3-89903-829-3.
- 2005: Friedrich Schiller. Der Atem der Freiheit von Volker Hage, Hörbuch Hamburg, ISBN 978-3-89903-209-3.
- 2005: Rot und Schwarz von Stendhal, Hörbuch Hamburg u. Rundfunk Berlin Brandenburg u. SWR2 u. hr2, ISBN 978-3-89903-802-6.
- 2005: Die Pendragon-Legende von Antal Szerb, Hörbuch Hamburg, ISBN 978-3-89903-169-0.
- 2005: Im Zweifel zurück nach Deutschland. Geschichte einer Flucht und Rückkehr von Moritz Neumann, hr audio, ISBN 3-89844-242-X.
- 2005: Gutenachtgeschichten, diverse Autoren, Hörbuch Hamburg, ISBN 978-3-89903-178-2.
- 2006: Scriptum von Raymond Khoury, DAV, ISBN 978-3-89813-521-4.
- 2006: April in Paris von Michael Wallner, Random House Audio, ISBN 978-3-8371-7337-6.
- 2006: Achilles' Verse. Mein Leben als Läufer. Die Lauf-Kolumnen von SPIEGEL Online (Hajo Schumacher aka Achim Achilles), DAV, ISBN 978-3-89813-528-3.
- 2006: Traveler von John Twelve Hawks, Random House Audio, ISBN 978-3-86604-212-4.
- 2006: Wie Licht schmeckt von Friedrich Ani, Hörbuch Hamburg, ISBN 978-3-89903-254-3,
- 2006: Der diskrete Mr. Flint von Ian Rankin, Random House Audio, ISBN 978-3-8371-7356-7.
- 2006: Der romantische Egoist von Frédéric Beigbeder, DAV, ISBN 978-3-89813-557-3.
- 2006: Der Blick aus meinem Fenster. Betrachtungen von Orhan Pamuk, Hörbuch Hamburg, ISBN 978-3-89903-795-1.
- 2006: Mörderisch gute Nachtgeschichten von bösen Kerlen, diverse Autoren, der Hörverlag, ISBN 978-3-89940-970-3.
- 2006: Ein Held seiner Zeit. Die Bekenntnisse des Kornél Esti von Dezső Kosztolányi, Hörbuch Hamburg, ISBN 978-3-89903-182-9.
- 2006: Hundsköpfe von Morten Ramsland, steinbach sprechende bücher, ISBN 978-3-88698-725-2.
- 2007: Der Schneemann von Jörg Fauser, Hörbuch Hamburg, ISBN 978-3-89903-793-7.
- 2007: Verwandlung, Der falsche Vers, Die Trauernde von Mary Shelley, Argon Verlag, ISBN 978-3-86610-214-9.
- 2007: Die schönsten Märchen, diverse Autoren, Diederichs Hörbuch, ISBN 978-3-7205-7003-9.
- 2007: Die Arbeit der Nacht von Thomas Glavinic, Hörbuch Hamburg, ISBN 978-3-89903-414-1.
- 2007: Kein Rauch ohne Feuer von Peter Robinson, Hörbuch Hamburg, ISBN 978-3-89903-773-9.
- 2007: Sonntagsgedichte, diverse Autoren, hg. v. Margarete von Schwarzkopf, Hoffmann und Campe u. NDR, ISBN 978-3-455-30490-9.
- 2007: Die Unruhezone. Eine Geschichte von mir von Jonathan Franzen, Argon Verlag, ISBN 978-3-86610-255-2.
- 2007: Das obszöne Werk von Georges Bataille, Hörbuch Hamburg, ISBN 978-3-89903-295-6.
- 2007: Blaubart von Eugenie Marlitt, SOLO Verlag für Hörbücher, ISBN 978-3-929079-66-1.
- 2007: Das schwarze Buch von Orhan Pamuk, Hörbuch Hamburg, ISBN 978-3-89903-426-4.
- 2007: Der Ruf des Reihers. Der Clan der Otori, Bd. 4 von Lian Hearn aka Gillian Rubinstein, Silberfisch, ISBN 978-3-86742-007-5.
- 2007: Die unerträgliche Leichtigkeit des Seins von Milan Kundera, Random House Audio, ISBN 978-3-86604-397-8.
- 2007: Timmerbergs Reise-ABC von Helge Timmerberg, steinbach sprechende bücher, ISBN 978-3-88698-734-4.
- 2007: Der Geschichtenerzähler oder das Geheimnis des Glücks von Joel Ben Izzy, steinbach sprechende bücher, ISBN 978-3-88698-922-5.
- 2007: Der 50/50 Killer von Steve Mosby, der Hörverlag, ISBN 978-3-86717-150-2.
- 2007: Das fünfte Zeichen (Ein Harry-Hole-Krimi, Bd. 5) von Jo Nesbø, Hörbuch Hamburg, ISBN 978-3-89903-782-1.
- 2007: MAGUS – Die Bruderschaft von Arno Strobel, Eichborn Lido, ISBN 978-3-8218-5458-8.
- 2007: Die 7 Todsünden, diverse Autoren, der Hörverlag, ISBN 978-3-86717-149-6.
- 2007: Achilles’ Laufberater. Antworten auf alle Läuferfragen von Hajo Schumacher aka Achim Achilles, DAV, ISBN 978-3-89813-639-6.
- 2007: Das Schlangenschwert von Sergej Lukianenko, Hörcompany, ISBN 978-3-939375-23-4.
- 2007: Zwischen Himmel und Liebe von Cecelia Ahern, Argon Verlag, ISBN 978-3-86610-318-4.
- 2007: Inspektor Jury kommt auf den Hund von Martha Grimes, Random House Audio, ISBN 978-3-86604-772-3.
- 2007: Die Karawane von Wilhelm Hauff, Audiobuch Verlag, ISBN 978-3-89964-219-3.
- 2007: Marley & Ich. Unser Leben mit dem frechsten Hund der Welt von John Grogan, Random House Audio, ISBN 978-3-8371-7441-0.
- 2007: Lob der Ehe. Ein weltliterarisches Treuebuch, diverse Autoren, Random House Audio, ISBN 978-3-86604-698-6.
- 2007: Damit wir uns nicht verlieren. Briefwechsel 1937-43 von Sophie Scholl und Fritz Hartnagel, Argon Verlag und hr2, ISBN 978-3-86610-228-6.
- 2008: Haben Hühner einen Bauchnabel? Spannende Fragen und Antworten für Kinder und Erwachsene von Isabelle Auerbach, Silberfisch, ISBN 978-3-86742-625-1.
- 2008: Werde mein... Von Traumhochzeiten und Hochzeitsträumen, diverse Autoren, Random House Audio u. WDR u. NDR, ISBN 978-3-86604-865-2.
- 2008: Die du mir die Liebste bist, diverse Autoren, hg. von Elke Heidenreich, Random House Audio, ISBN 978-3-86604-797-6.
- 2008: Danke Liebling. Gedichte von Herzen, diverse Autoren, Audiobuch Verlag, ISBN 978-3-89964-275-9.
- 2008: Gomorrha. Reise in das Reich der Camorra von Roberto Saviano, Hörbuch Hamburg, ISBN 978-3-86909-013-9.
- 2008: Die Schmelze von Risto Isomäki, Lübbe Audio, ISBN 978-3-7857-3518-3.
- 2008: Das Walker-Hasser Manifest. Warum muss ein ganzes Land am Stock gehen? von Hajo Schumacher aka Achim Achilles, DAV, ISBN 978-3-89813-727-0.
- 2008: Bad Monkeys von Matt Ruff, der Hörverlag, ISBN 978-3-86717-210-3.
- 2008: Frohe Ostern. Das Audiobuch-Osterei, diverse Autoren, Audiobuch Verlag, ISBN 978-3-89964-279-7.
- 2008: Vermiss mein nicht von Cecelia Ahern, Argon Verlag, ISBN 978-3-86610-551-5.
- 2008: Sommer in Lesmona von Magdalene Pauli aka Marga Berck, Hörbuch Hamburg, ISBN 978-3-89903-610-7.
- 2008: Codex Regius von Arnaldur Indriðason, Lübbe Audio, ISBN 978-3-7857-3705-7.
- 2008: Weißer Schatten von Deon Meyer, DAV, ISBN 978-3-89813-816-1.
- 2008: Die weiße Festung von Orhan Pamuk, Hörbuch Hamburg, ISBN 978-3-89903-434-9.
- 2008: Stipp-Stapp, stipp-stapp... . Der Audiobuch-Adventskalender, diverse Autoren, Audiobuch Verlag, ISBN 978-3-89964-295-7.
- 2008: Es war zur lieben Weihnachtszeit... . Der Audiobuch-Adventskalender, diverse Autoren, Audiobuch Verlag, ISBN 978-3-89964-293-3.
- 2009: "In meinen Tönen spreche ich". Das Brahms-Hörbuch von Wolfgang Sandberger, Silberfuchs-Verlag Hören und Wissen, ISBN 978-3-940665-04-1.
- 2009: Alle sieben Wellen von Daniel Glattauer, Hörbuch Hamburg, ISBN 978-3-8449-0335-5.
- 2009: Die Weite des Himmels. Der Clan der Otori von Lian Hearn aka Gillian Rubinstein, Silberfisch, ISBN 978-3-86742-025-9.
- 2009: Der Erlöser (Ein Harry-Hole-Krimi, Bd. 6) von Jo Nesbø, Hörbuch Hamburg, ISBN 978-3-86909-007-8.
- 2009: Der fremde Wille von Markus C. Schulte von Drach, der Hörverlag, ISBN 978-3-86717-431-2.
- 2009: Die Mäuse-Strategie für Manager von Spencer Johnson, Ariston, ISBN 978-3-424-20009-6.
- 2009: Höhen und Tiefen. Wie sie gute und schwere Zeiten meistern – im Job wie im Leben von Spencer Johnson, Ariston, ISBN 978-3-424-20021-8.
- 2009: Einfach losfahren von Fabio Volo, Diogenes Hörbuch, ISBN 978-3-257-80287-0.
- 2009: Feriengeschichten (Pixi hören), diverse Autoren, Silberfisch, ISBN 978-3-86742-041-9.
- 2009: Das Lied der Sirenen (Hörspiel) von Val McDermid, der Hörverlag, ISBN 978-3-86717-261-5.
- 2009: Die Zwillinge von Highgate von Audrey Niffenegger, Argon Verlag, ISBN 978-3-86610-958-2.
- 2009: Hurenkind von Christine Grän, Hörbuch Hamburg, ISBN 978-3-86909-029-0.
- 2009: Wo die wilden Kerle wohnen von Maurice Sendak, Diogenes Hörbuch, ISBN 978-3-257-80286-3.
- 2009: Tödliches Ritual von Marina Heib, Osterwold audio, ISBN 978-3-86952-007-0.
- 2009: Das Gegenteil von Tod von Roberto Saviano, Hörbuch Hamburg, ISBN 978-3-89903-670-1.
- 2009: Limit von Frank Schätzing, der Hörverlag, ISBN 978-3-86717-676-7
- 2009: Der Mackenzie Coup von Ian Rankin, DAV, ISBN 978-3-89813-853-6.
- 2009: Stadt der Diebe von David Benioff, Random House Audio, ISBN 978-3-86717-261-5.
- 2009: Open. Das Selbstporträt von Andre Agassi, der Hörverlag, ISBN 978-3-8445-0570-2.
- 2009: Zwischen den Attentaten von Aravind Adiga, DAV, ISBN 978-3-89813-891-8.
- 2009: Mondpoesie, diverse Autoren, Random House Audio, ISBN 978-3-8371-0251-2.
- 2009: Schlussblende (Hörspiel) von Val McDermid, der Hörverlag, ISBN 978-3-86717-262-2.
- 2009: Wunder einer Winternacht von Marko Leino, Silberfisch, ISBN 978-3-86742-663-3.
- 2010: Ein Käfig ging einen Vogel suchen von Franz Kafka, Cmo Hörbuch (Caracalla Media), ISBN 978-3-939129-55-4.
- 2010: Ein kalter Strom (Hörspiel) von Val McDermid, der Hörverlag, ISBN 978-3-86717-262-2.
- 2010: Dackelblick von Frauke Scheunemann, Random House Audio, ISBN 978-3-8371-0399-1.
- 2010: Knallkopf Wilson von Mark Twain, Lübbe Audio, ISBN 978-3-7857-4181-8.
- 2010: Quipu von Agustín Sánchez Vidal, DAV, ISBN 978-3-89813-976-2.
- 2010: Ohne Netz: Mein halbes Jahr offline von Alex Rühle, DAV, ISBN 978-3-86231-015-9.
- 2010: Der Koch von Martin Suter, Diogenes Hörbuch, ISBN 978-3-257-80289-4.
- 2010: Fegefeuer von Sofi Oksanen, Hörbuch Hamburg, ISBN 978-3-89903-168-3.
- 2010: Der Fledermausmann (Ein Harry-Hole-Krimi, Bd. 1) von Jo Nesbø, Hörbuch Hamburg, ISBN 978-3-86909-058-0.
- 2010: Kriegstagebuch von Ingeborg Bachmann, Audiobuch Verlag, ISBN 978-3-89964-393-0.
- 2010: Die Unperfekten von Tom Rachman, Random House Audio, ISBN 978-3-8371-0737-1.
- 2010: Ein reines Gewissen von Ian Rankin, Random House Audio, ISBN 978-3-8371-0292-5.
- 2010: Lacharchiv. Hausschatz des deutschen Humors, diverse Autoren, Audiobuch Verlag, ISBN 978-3-89964-349-7.
- 2010: Hausschatz deutscher Märchen, diverse Autoren, Audiobuch Verlag, ISBN 978-3-89964-390-9.
- 2010: Halleluja: Der Audiobuch-Adventskalender, diverse Autoren, Audiobuch Verlag, ISBN 978-3-89964-380-0.
- 2011: Liebesfunkeln, diverse Autoren, Audiobuch Verlag, ISBN 978-3-89964-399-2.
- 2011: Katzenjammer von Frauke Scheunemann, Random House Audio, ISBN 978-3-8371-0558-2.
- 2011: Prophezeiung von Sven Böttcher, Random House Audio, ISBN 978-3-86717-699-6.
- 2011: Die Schwester von Sándor Márai, Audiobuch Verlag u. Rundfunk Berlin Brandenburg, ISBN 978-3-89964-421-0.
- 2011: Rote Spur von Deon Meyer, DAV, ISBN 978-3-86231-122-4.
- 2011: Himmlische Weihnacht: Der Audiobuch-Adventskalender, diverse Autoren, Audiobuch Verlag, ISBN 978-3-89964-410-4.
- 2012: Gartengeheimnisse, diverse Autoren, Audiobuch Verlag, ISBN 978-3-89964-436-4.
- 2012: Tierisch tierisch, diverse Autoren, Audiobuch Verlag, ISBN 978-3-89964-447-0.
- 2012: Die 500 von Matthew Quirk, DAV, ISBN 978-3-86231-234-4.
- 2012: Solange du mich siehst von Cecelia Ahern, Argon Verlag, ISBN 978-3-8398-1149-8.
- 2012: Die Fackeln der Freiheit. Ein Lord-John-Roman von Diana Gabaldon, Random House Audio, ISBN 978-3-8371-1277-1.
- 2012: Das Festmahl des John Saturnall von Lawrence Norfolk, Random House Audio, ISBN 978-3-8371-1913-8.
- 2012: Eine große Zeit von William Boyd, DAV, ISBN 978-3-86231-181-1.
- 2012: Lottchen beichtet 1 Geliebten von Kurt Tucholsky, Audiobuch Verlag, ISBN 978-3-89964-457-9.
- 2012: Die unwahrscheinliche Pilgerreise des Harold Fry von Rachel Joyce, Argon Verlag, ISBN 978-3-8398-5134-0.
- 2013: Ulysses von James Joyce, der Hörverlag u. Rundfunk Berlin Brandenburg, ISBN 978-3-86717-875-4 (CD), ISBN 978-3-8445-0996-0 (mp3).
- 2013: Liebe unter Fischen von René Freund, Random House Audio, ISBN 978-3-8371-2119-3.
- 2013: In einer anderen Haut von Alix Ohlin, DAV, ISBN 978-3-86231-265-8.
- 2013: Wenn das Land still ist von Carsten Kluth, Osterwold Audio und Rundfunk Berlin Brandenburg, ISBN 978-3-86952-171-8.
- 2013: Du machst, was ich will. Wie sie bekommen, was sie wollen – ein Ex-Lobbyist verrät die besten Tricks von Volker Kitz, Ariston, ISBN 978-3-424-20083-6.
- 2013: O Welt in einem Ei, diverse Autoren, Audiobuch Verlag, ISBN 978-3-89964-801-0.
- 2013: Osterspaziergang, diverse Autoren, Audiobuch Verlag, ISBN 978-3-89964-476-0.
- 2013: Hausschatz deutscher Weihnacht, diverse Autoren, Audiobuch Verlag, ISBN 978-3-89964-477-7.
- 2014: Geburtstagsgeschichten (Pixi hören), diverse Autoren, Silberfisch, ISBN 978-3-86742-176-8.
- 2014: Die Geschichte von dem kleinen Muck von Wilhelm Hauff, Audiobuch Verlag, mp3-Download.
- 2014: Was tun Frauen, bevor sie ausgehen? von Kurt Tucholsky, Audiobuch Verlag, ISBN 978-3-95862-184-8.
- 2014: Max Stolprian von Heinrich Zschokke, Audiobuch Verlag, ISBN 978-3-95862-150-3.
- 2014: Die Geschichte vom Knaben und Mädchen, die nicht erfroren von Maxim Gorki, Audiobuch Verlag, ISBN 978-3-89964-973-4.
- 2014: Die fliegenden Sterne von Gilbert Keith Chesterton, Audiobuch Verlag, ISBN 978-3-89964-896-6.
- 2014: Die Schutzimpfung von Frank Wedekind, Audiobuch Verlag, ISBN 978-3-95862-117-6.
- 2014: Der Schneemann von Hans Christian Andersen, Audiobuch Verlag, ISBN 978-3-95862-140-4.
- 2014: Geschichte eines Genies von Arthur Schnitzler, Audiobuch Verlag, ISBN 978-3-95862-159-6.
- 2014: Weihnachtseinkäufe von Arthur Schnitzler, Audiobuch Verlag, ISBN 978-3-89964-980-2.
- 2014: Der Dorfschullehrer von Franz Kafka, Audiobuch Verlag, ISBN 978-3-95862-141-1.
- 2014: Allmählich wird es Tag von Franka Potente, DAV, ISBN 978-3-86231-357-0.
- 2014: Ein Mann namens Ove von Fredrik Backman, gekürzte Lesung, Argon Verlag, ISBN 978-3-8398-5217-0.
- 2014: Vielleicht morgen von Guillaume Musso, Osterwold audio, ISBN 978-3-86952-282-1.
- 2014: Geschenkt von Daniel Glattauer, Hörbuch Hamburg, ISBN 978-3-89903-847-7.
- 2014: Der Grund von Anne von Canal, Lübbe Audio, ISBN 978-3-7857-5052-0.
- 2015: Sieben Jahre später von Guillaume Musso, Osterwold audio, ISBN 978-3-86952-233-3.
- 2015: Der Wahrheitsjäger von Tamer Bakiner, Ariston, ISBN 978-3-424-20133-8.
- 2015: Oma lässt grüßen und sagen, es tut ihr leid von Fredrik Backman, Argon Verlag, ISBN 978-3-8398-1411-6.
- 2015: Schwarz und Silber von Paolo Giordano, Audiobuch Verlag, ISBN 978-3-89964-925-3.
- 2015: Wir von Jewgenij Samjatin, speak low, ISBN 978-3-940018-17-5.
- 2015: Zerrissen von Juan Gómez-Jurado, DAV, ISBN 978-3-86231-496-6.
- 2015: O du fröhliche... Das große Weihnachtshörbuch, diverse Autoren, Audiobuch Verlag, ISBN 978-3-89964-922-2.
- 2016: Zwei für immer von Andy Jones, Aufbau Audio, ISBN 978-3-945733-15-8.
- 2016: Hauffs Märchen von Wilhelm Hauff, Audiobuch Verlag, ISBN 978-3-89964-941-3.
- 2016: Britt-Marie war hier von Fredrik Backman, Argon Verlag, ISBN 978-3-8398-1453-6.
- 2016: Der Angstmann von Frank Goldammer, DAV, ISBN 978-3-86231-830-8.
- 2016: Wie es duftet, wie es blüht... . Die große Hörbuch-Box für Gartenfreunde, diverse Autoren, Audiobuch Verlag, ISBN 978-3-89964-935-2.
- 2016: Das kann ja heiter werden... – Die Audiobuch-Humorbox, diverse Autoren, Audiobuch Verlag, ISBN 978-3-89964-948-2.
- 2017: Hinein ins Vergnügen. Die Audiobuch-Humorbox, diverse Autoren, Audiobuch Verlag, ISBN 978-3-95862-037-7.
- 2017: Und dann steht einer auf und öffnet das Fenster von Susann Pásztor, Argon Verlag, ISBN 978-3-8398-1533-5.
- 2017: Alles, was mein kleiner Sohn über die Welt wissen muss von Fredrik Backman, Argon Verlag, ISBN 978-3-8398-1525-0.
- 2017: Eine englische Ehe von Claire Fuller, Osterwold audio, ISBN 978-3-86952-390-3.
- 2017: Ab morgen wird alles anders. Erzählungen von Anna Gavalda, Hörbuch Hamburg, ISBN 978-3-8398-1705-6.
- 2017: Der Mann, der vom Fahrrad fiel und im Paradies aufwachte von Roger Pihl, Audio Media Verlag, ISBN 978-3-95639-273-3.
- 2017: Tausend Teufel von Frank Goldammer, DAV, ISBN 978-3-7424-0193-9.
- 2017: Kleine Stadt der großen Träume von Fredrik Backman, (Neuauflage = Stadt der großen Träume), Argon Verlag, ISBN 978-3-8398-9424-8.
- 2018: Deutschlandreise. Historische Reiseberichte von Heine, Montaigne, Twain, diverse Autoren, Audiobuch Verlag, ISBN 978-3-95862-043-8.
- 2018: Das schönste Mädchen der Welt von Michel Birbaek, Random House Audio, ISBN 978-3-8371-4191-7.
- 2018: Das Buch der seltsamen neuen Dinge von Michel Faber, Finch & Zebra, mp3-Download.
- 2018: Ans Meer von René Freund, Argon Verlag, ISBN 978-3-8398-1609-7.
- 2018: Vergessene Seelen. Ein Fall für Max Heller von Frank Goldammer, DAV, ISBN 978-3-7424-0413-8.
- 2018: Roter Rabe. Ein Fall für Max Heller von Frank Goldammer, DAV, ISBN 978-3-7424-0643-9.
- 2019: Der Tote im Schnitzelparadies. Ein Fall für Inspektor Arno Bussi von Joe Fischler, Argon Verlag, ISBN 978-3-8398-1705-6.
- 2019: Worauf wir hoffen von Fatima Farheen Mirza, DAV, ISBN 978-3-7424-0943-0.
- 2019: Deine kalten Hände von Han Kang, mit Rike Schmid, Argon Verlag, ISBN 978-3-8398-1721-6.
- 2019: Liebes Kind von Romy Hausmann, Hörbuch Hamburg, ISBN 978-3-95713-152-2.
- 2019: 2 von Hideo Yokoyama, Atrium Verlag, ISBN 978-3-85535-074-2.
- 2019: Wir gegen Euch von Fredrik Backman, Argon Verlag, ISBN 978-3-8398-1758-2.
- 2019: Und jeden Tag wird der Weg nach Hause länger und länger von Fredrik Backman, Argon Verlag, ISBN 978-3-8398-1759-9.
- 2019: Die Phantome des Hutmachers von Georges Simenon, DAV, ISBN 978-3-7424-1258-4.
- 2019: Juni 53. Ein Fall für Max Heller von Frank Goldammer, DAV, ISBN 978-3-7424-1092-4.
- 2020: Die Toten vom Lärchensee. Ein Fall für Arno Bussi von Joe Fischler, Argon Verlag, ISBN 978-3-8398-1777-3.
- 2020: Gebrüder Grimm. Die schönsten Weihnachtsmärchen, St. Benno Verlag, ISBN 978-3-7462-5744-0.
- 2020: Merry Christmas. Der Audiobuch-Adventskalender, diverse Autoren, Audiobuch Verlag, ISBN 978-3-95862-576-1.
- 2020: 500 Meisterwerke deutscher Dichtung und Erzählkunst. Ein Hausschatz mit Goethe, Heine, Rilke, Tucholsky, Schnitzler u.a., diverse Autoren, Audiobuch Verlag, ISBN 978-3-95862-543-3.
- 2021: Sherlock & Watson. Neues aus der Baker Street. Die Bestie von Grimpen oder Der Hund der Baskervilles (Fall 8) (Hörspiel) von Viviane Koppelmann, DAV, ISBN 978-3-7424-1791-6.
- 2021: Sherlock & Watson. Neues aus der Baker Street. Duell im Vermissa Valley oder Das Tal der Angst (Fall 9) (Hörspiel) von Viviane Koppelmann, DAV, ISBN 978-3-7424-1793-0.
- 2021: Sherlock & Watson. Neues aus der Baker Street. Die Wahrheit der Gloria Scott (Fall 10) (Hörspiel) von Viviane Koppelmann, DAV, ISBN 978-3-7424-1795-4.
- 2021: Verlorene Engel. Ein Fall für Max Heller von Frank Goldammer, DAV, ISBN 978-3-7424-1813-5.
- 2021: Feind des Volkes. Max Hellers letzter Fall von Frank Goldammer, DAV, ISBN 978-3-7424-1795-4.
- 2022: Vom Blühen und Vergehen. Ein Gärtnerleben von Marc Hamer, DAV, ISBN 978-3-7424-2366-5.
- 2022: I get a bird (Hörspiel) von Anne von Canal und Heikko Deutschmann, Mareverlag, ISBN 978-3-86648-718-5, Hörbuch-Download.
- 2023: Die Gewinner von Fredrik Backman, der Hörverlag, ISBN 978-3-8445-4786-3, Hörbuch-Download.
- 2023: Sherlock & Watson. Neues aus der Baker Street. Das Inferno von Lower Norwood (Fall 11) (Hörspiel) von Viviane Koppelmann, DAV, ISBN 978-3-7424-2678-9.
- 2023: Sherlock & Watson. Neues aus der Baker Street. Die mysteriöse Box (Fall 12) (Hörspiel) von Viviane Koppelmann, DAV, ISBN 978-3-7424-2680-2.
- 2023: Sherlock & Watson. Neues aus der Baker Street. Das Abenteuer mit dem Blutdiamanten (Fall 13) (Hörspiel) von Viviane Koppelmann, DAV, ISBN 978-3-7424-2802-8.
- 2023: Sherlock & Watson. Neues aus der Baker Street. Krieg der tanzenden Männchen (Fall 15) (Hörspiel) von Viviane Koppelmann, DAV, ISBN 978-3-7424-2806-6.
- 2023: Ein Mann namens Ove von Fredrik Backman, ungekürzte Lesung von 2014, der Hörverlag, ISBN 978-3-8445-5065-8, Hörbuch-Download.
- 2023: In Zeiten des Verbrechens. Max Hellers erster Fall von Frank Goldammer, DAV, ISBN 978-3-7424-2886-8.
- 2024: Sherlock & Watson. Neues aus der Baker Street. Das Rätsel um die sechs Napoleons (Fall 16) (Hörspiel) von Viviane Koppelmann, DAV, ISBN 978-3-7424-3249-0.
- 2024:Sherlock & Watson. Neues aus der Baker Street. Die Copper-Beeches-Morde (Fall 18) (Hörspiel) von Viviane Koppelmann, DAV, ISBN 978-3-7424-3253-7.
- 2024: Wohnverwandtschaften von Isabel Bogdan, Argon Verlag, ISBN 978-3-7324-2138-1.
- 2025: Ginsterburg von Arno Frank, DAV, ISBN 978-3-7424-3496-8.
- 2025: Lage, Lage, Leiche – Mörderische Nachbarschaft, mit Josefine Preuß, von Ann-Kathrin Karschnick, Audible Originals.
- 2025: Die Kunst des Liebens von Erich Fromm, DAV, ISBN 978-3-7424-3578-1.